# Karaj
Karaj (of ook wel Karadsch) (Perzisch: کرج) is de hoofdstad van de Iraanse provincie Alborz. Het ligt zo'n 20 kilometer ten westen van de stad Teheran maar wordt wel gezien als een voorstad van die stad. De stad ligt aan de voet van de Elboers. Het is een van de snelst gegroeide Iraanse steden van de 20e eeuw: Bij de volkstelling van 1956 telde de stad nog slechts 14.526 inwoners, hetgeen bij de volkstelling van 2016 was opgelopen tot 1,6 miljoen inwoners. Hierdoor groeit de stad steeds meer vast aan het stedelijk gebied van Teheran.
De stad werd ontwikkeld onder het bewind van de Safawieden- en Kadjaren-dynastieën en herbergt historische gebouwen en gedenktekens uit die tijd. Deze stad heeft een buitengewoon klimaat dankzij de toegang tot natuurlijke hulpbronnen zoals veel bomen en verschillende rivieren en groene vlaktes. Na Teheran is Karaj de grootste immigrant-vriendelijke stad in Iran, en om deze reden heeft het de bijnaam "Klein Iran" gekregen.
In de stad worden vooral chemische producten, kunstmest en landbouwproducten geproduceerd en verwerkt. De inwoners bestaan hoofdzakelijk uit etnische Perzen, maar er wonen ook verperzischte Lors, Azeri en Koerdische minderheden in de stad.

## Geboren
- Ali Karimi (1978), voetballer
- Majid Hosseini (1996), voetballer

## Galerij

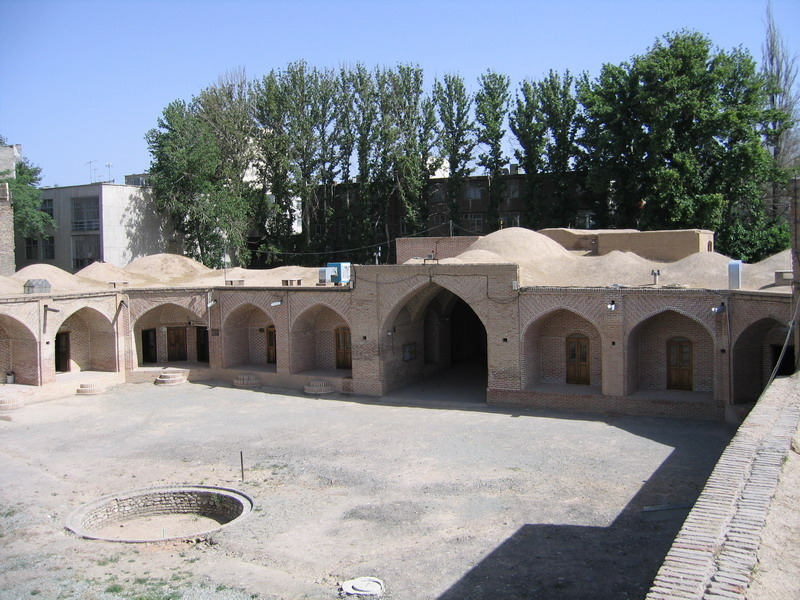
Oude karavanserai in Karaj